# Marlisa Wahlbrink
Marlisa Wahlbrink mais conhecida como Maravilha (Constantina, 10 de abril de 1973) é uma ex-futebolista brasileira, que atuava como goleira.

## Carreira
Aos 2 anos de idade, Marlisa se mudou com a família para a cidade de Maravilha, em Santa Catarina, origem de seu apelido.
Decidida a estudar, Maravilha, em 1994, saiu de casa aos 21 anos e foi estudar em um colégio que era organizado por Movimentos Populares do Rio Grande do Sul. Na época, fez um teste no Cruzeiro de Porto Alegre, fez dois gols e acabou aprovada como atacante. Porém, com dificuldade para manter o peso ideal e correndo risco de ser dispensada, inventou para o técnico que era goleira. Primeiramente, trabalhou como doméstica para conseguir se sustentar, já que o clube não oferecia salário, apenas o dinheiro do transporte coletivo. Depois, as coisas melhoraram com a chegada de alojamento e alimentação.
Posteriormente foi para o Saad, de Campinas, onde teve seu primeiro registro profissional como jogadora de futebol e atuou por três temporadas.
Teve uma passagem rápida de seis meses pelo Palmeiras e depois rumou para o São Paulo, onde ficou até 1999.
Maravilha fez parte do elenco da Seleção Brasileira de Futebol Feminino, em Sydney 2000 e Atenas 2004. Chegou a compor o grupo que treinou para as Olimpíadas de Atlanta 1996, mas foi cortada às vésperas do evento.
Conquistou um terceiro lugar com a seleção no Mundial FIFA de 1999 e foi bicampeã do Sul-Americano, em 1998 como titular e, em 2003, como reserva.
Aposentou-se em 2009.
Maravilha se formou em Educação Física e em agosto de 2019, se tornou a 1ª preparadora de goleiras da CBF.
É tia de Maike Weber, também goleira.